# 苦苓
苦苓（1955年10月8日—），本名王裕仁，筆名苦苓、古令、展甦、托斯基等，滿人，葉赫那拉氏，生於宜蘭縣，臺灣作家、名嘴、時事評論員、節目主持人，父親籍貫熱河 母親是台灣宜蘭人。

## 筆名
最知名的筆名「苦苓」，意為「苦戀阿苓」。“阿苓”是王裕仁大學時代的女友，為臺大學姊，因當時社會並不支持姐弟戀，兩人交往遭到親友反對，王裕仁心中覺得很苦，因而以「苦苓」為筆名。

## 生平

### 早年
苦苓籍貫熱河省林東，父親來自中國大陸東北，為鑲黃旗，出身滿人富裕地主家庭，騎馬繞整個家園要一小時，1949年後來台，在退輔會當公務員，教老兵種田，月薪8,000元。家境優渥，自幼在新竹鄉下長大。國小時就讀新竹縣湖口鄉新湖國小，苦苓說他和弟弟是小學朝會唯一兩個有皮鞋可以穿的小朋友，但爸爸經營許多副業，多半失利國中就讀新竹縣立新竹第一初級中學；之後畢業於新竹中學，後又遷居臺中，1973年考入國立臺灣大學圖書館系，二年級轉入中國文學系畢業，並開始寫作。
1975年首度對外發表，詩〈漁舟唱〉、〈相逢何必〉刊載於《藍星詩刊》第三號，同年自費出版《李白的夢魔》。大學期間和羅智成、楊澤、天洛、方明、詹宏志創辦「現代詩研究社」。1979年到明道中學擔任國文教師九年，期間與畢業生蘇玉珍結婚，育有一子。曾投身黨外運動，同時化名「托斯基」，幫《美麗島雜誌》、鄭南榕的《自由時代》等黨外雜誌寫稿，並以暗語聯繫交稿，不久就被國民黨文工會查獲。
在明道中學時為文賈禍，苦苓稱「我寫到我們去喝酒碰到一個女侍，是餐飲科，我說你們這樣學以致用喔，但我疏忽了我們學校剛成立餐飲科，任何教育問題大家都會聯想到你的學校」，不得已只好離職。

### 成名
離職後，苦苓成為全職作家，常於報紙發表文章，頗受關注。他常上電視節目參與討論，被評論為幽默風趣，常以台語、國語交叉評論，並時常發表兩性話題。苦苓是1990年代當紅的暢銷作家和電視節目主持人，年收入破千萬元，曾有雜誌要找理財專員幫他做投資單元，他回嗆：「理專一個月錢有賺得比我多嗎？」
在文學社團的參與上，苦苓曾加入陽光小集。在政治參與上，苦苓支持獨派，也支持過民主進步黨政治明星陳水扁。
1997年，苦苓首度帶蘇玉珍在台視大樓甜蜜亮相，兩人約好每結婚10周年再舉行一次婚禮。

### 婚變及退隱
1999年，苦苓出書，因內容多寫婚姻裡的爭執狀況，被質疑婚姻出問題，但他否認。
2001年3月14日苦苓與蘇玉珍離婚，只是離婚協議中有保密條款，兩人私下協議不得公開，誰先對外公開，就得賠另一人新臺幣300萬元。苦苓稱，「我給前妻2,800萬元、70幾坪的住宅、一層可以設3家公司的辦公大樓樓層。另外還每個月給４萬元當贍養費，直到小孩完成學業。」
2001年11月23日，苦苓被《臺灣壹週刊》爆出苦苓夜宿王靖宜木柵香閨，《臺灣壹週刊》也查出苦苓早已離婚，卻並未對外公布，並疑似在2000年就已經與王靖宜開始交往。
2002年4月，蘇玉珍發表新書《一個作家之死》，描述一個男作家「阿林」運用主持廣播節目之便與四女藉溫泉之旅搞外遇，被認為在影射苦苓，內容極其情色。2002年5月31日，飛碟電台舉辦苦苓主持的節目《飛碟七投大學》發表會，蘇玉珍獻花給苦苓後快速離去，在現場待不到10分鐘；苦苓說，他事前不知蘇玉珍會來獻花，不過蘇玉珍的出現正好可以破解先前兩人「撕破臉」的傳聞。
2002年7月，苦苓與蘇玉珍互控違反離婚協議中的保密條款，蘇玉珍認為苦苓先被狗仔隊拍到照片，又在廣播節目中承認婚變，已經違反協議，但是苦苓則認為是蘇玉珍先向媒體爆料，他才被迫承認，雙方立場不同，因此對簿公堂。
2003年，苦苓請辭所有電視節目，淡出螢光幕，並罹患肝炎。媒體也傳出蘇玉珍與已婚的攝影師賴燿村相戀，未能証實。
2004年：蘇玉珍自爆和賴燿村及賴燿村妻子的「三人行」春宮裸照，蘇玉珍指出，和初戀苦苓離婚之後，感情空虛，就在這個時候，有妻子的賴耀村展開追求，兩人發生關係，蘇玉珍還簽下與賴耀村夫婦的三人共同生活合約，一連串的錯誤，讓蘇玉珍相當痛苦，最近賴耀村夫婦又指控她根本不會寫書，蘇玉珍痛不欲生，還是前夫苦苓和兒子的關懷，才讓她決定坦然面對，後來苦苓被《臺灣蘋果日報》記者拍到與女友王靖宜在日本東京都六本木旅遊，他打趣說：「最近肝指數降了很多，反正我是禍害，死不了的啦！」
2006年苦苓不敵輿論帶來的壓力，在烏來租屋隱居，擔任雪霸國家公園生態解說員，編號724。同年也和王靖宜分手，後來聯繫上一位舊識「美女鋼琴家」黃楚軒於是開始交往，他解釋，「我和王靖宜在2006年和平分手，同年我連絡上黃楚軒，才開始交往。」他也表示，和王靖宜到現在都還有聯絡，感情十分融洽，還會「4人同行」，各自攜帶另一半一同出國遊玩，他笑說，「我現在很會處理這種事情。」
2010年10月，于美人找他上JET綜合台《新聞挖挖哇》，當時苦苓捐了十萬元給一個為單親家庭兒童募款的活動，也要求于美人跟進，先捐十萬，他才願意上節目，孰料于美人說：「我捐一百萬元，你來上十次。」他把山林的解說筆記整理成《苦苓與瓦辛的魔法森林》，熱銷五萬本，他說，蘇玉珍與他離婚後發表新書《一個作家之死》，讓他近乎崩潰，他透過心理諮商幫助及藥物治療才從毀滅邊緣救回，「這幾年，我常在想：如果是自己受到這樣傷害，說不定做得更絕。所以她或觀眾不原諒我，是應該的。」他也說，他與蘇玉珍已無聯絡。
2011年11月13日，苦苓發表新書《苦苓的森林祕語》，仍擔任雪霸國家公園生態解說員的他說，他不再主持兩性節目與著述兩性題材，「自己做不好的事，怎麼還敢寫！我現在比較了解動植物的感情，人的愛情跟政治一樣怎麼講都通，寫有根據的東西比較好。」

### 復出
2012年12月19日，苦苓復出螢光幕，成為談話節目熱門來賓。他說，他最不習慣、也無法認同的就是節目不少元素取材網路，「如果查資料，翻《大英百科全書》會是真的；但網路上的《維基百科》，這麼多人寫，怎麼知道是真的？」他自稱「老派人士」，認為翻書才有真實感，「要上節目聊『世界末日』，也是靠閱讀收集資料、以及真的到馬雅的見聞。」
2013年12月14日，苦苓說：「很多人認為，我離過婚，憑甚麼談兩性問題；但這就像煙毒犯戒毒後，可以現身說法。」
2015年3月7日，苦苓在新北市立圖書館汐止分館演講，他說，外遇事件發生之後，他沒有收到版稅，可見全台灣沒有人再買他的書，甚至有人把他的書撕了以後寄給他，那時候他真的很憤怒、久久無法釋懷；後來他想通了，是因為他欺騙，「對讀者來說，『苦苓是個騙子』，當然不會去看『你』（苦苓）的書」。他說，想通這件事之後，他覺得「當年的苦苓已經死了」，現在《苦苓與瓦幸的魔法森林》是他第一本書、《苦苓的森林祕語》是他第二本書、《我在離離離島的日子》是他第三本書；過去他那些書寫兩性的書，他全都「不要了」。
2015年8月11日，苦苓宣布，本年他將包下一艘郵輪，與交往9年的女友鋼琴老師黃楚軒於海上結婚，婚後定居高雄。
2017年6月28日，苦苓在《ETNEWS新聞雲》發文，若以國際社會與中國大陸為男女主角，臺灣在他們眼中是一個總是爭名分、爭存在感的小三，臺灣剩下的20個邦交國早晚會被要光，「像巴拿馬肯這麼費心瞞著我們的，算是還有把我們看在眼裡」；到時候中華民國「光棍一條，反正沒有人看得到」，那就破罐子破摔，「臺灣國便可以正式出來和國際社會見面了」，但是臺灣獨立運動支持者必須思考：「國際社會會理睬嗎？中國大陸會繼續視臺灣國為『幽靈』嗎，還是他會決心把東風飛彈對過來、開始『打怪』呢？到時候說真的，真的就需要天佑臺灣了」。
2019年5月3日，《鏡週刊》發表苦苓今年接受的專訪，苦苓除了說明了一些過去生涯歷程之外，也引用哈維爾的話，解釋了他覺得身為一個作家有公共責任，故最近開始對於韓國瑜、柯文哲、蔡英文等政治人物開始發表政治評論的原委。

## 爭議

### 苦苓發表言論批評館長事件
2019年5月17日，苦苓日前在三立iNEWS《鄭知道了》上爆料，網紅陳之漢（館長）早在見韓國瑜前，就有某某黨就去送錢，後來更在臉書寫下要求館長回答4個問題，分別是第一，有沒有某一個政黨派人來送錢給你、要你幫助韓國瑜？第二，你有沒有收這筆錢？第三，這筆錢是否剛好50萬元？第四，為什麼你（韓國瑜）在自拍影片裡說「高雄很美」、「高雄很乾淨」、「高雄建設的很好」，之後不久就跟韓國瑜直播、附和他「高雄又老又窮」的說法？是什麼改變了你？最後，寫如果館長能對前三題答「否」，第四題又能解釋得合情合理，「那我非常樂意公開在這裡向你道歉。」對此，館長怒罵苦苓：「我甚麼時候收？姦恁娘！」還說一定找律師提告。苦苓事後則在臉書表示是聽信傳聞，將在《政經不會倒》（筆誤，實際名為《政經關不了》）網路節目中說明事情原委並再次向館長公開道歉，館長則希望苦苓道歉之後，捐一筆錢幫助社會慈善，就此和解，館長還感性地說：「我們也有做不對的時候，也會希望人家大人有大量！」

## 主持作品

### 廣播節目
| 年代 | 頻道       | 節目             | 備註         |
| ---- | ---------- | ---------------- | ------------ |
|      | 台北之音   | 《苦苓笑台北》   |              |
|      | 飛碟電台   | 《飛碟七投大學》 |              |
|      | 中廣流行網 | 《綺麗世界》     | 代班主持     |
|      | 全國廣播   | 《饒舌男女》     | 與羅懿芬主持 |

### 電視節目
| 年代 | 頻道         | 節目               | 備註         |
| ---- | ------------ | ------------------ | ------------ |
|      | 中國電視公司 | 《學校沒教的事》   | 與柳瀚雅主持 |
|      | 超級太陽台   | 《苦苓新視界》     |              |
|      | TVBS頻道     | 《苦苓脫殼秀》     |              |
|      | TVBS頻道     | 《苦苓脫窗95》     |              |
|      | TVBS頻道     | 《苦苓晚點名》     |              |
|      | 超視         | 《苦苓驚怪俱樂部》 |              |
|      | 超視         | 《苦苓極短篇》     |              |
|      | 三立都會台   | 《美食大三通》     |              |
|      | GTV綜合台    | 《大女人主張》     | 與美人主持   |
|      | 中天娛樂台   | 《男人真命苦》     | 與陳孝萱主持 |

## 獎項
| 年份 | 獲提名 | 獎項                 | 結果 |
| ---- | ------ | -------------------- | ---- |
|      |        | 時報文學獎散文獎     | 獲獎 |
|      |        | 聯合報小說獎         | 獲獎 |
|      |        | 《中外文學》現代詩獎 | 獲獎 |
|      |        | 吳濁流文學獎小說獎   | 佳作 |

## 著作
| 年代   | 書名                                                     | 出版社     | ISBN               |
| ------ | -------------------------------------------------------- | ---------- | ------------------ |
| 1988年 | 《外省故鄉》                                             | 希代       | ISBN 9789575440435 |
| 1988年 | 《誰偏激？》                                             | 希代       | ISBN 978-544-044-7 |
|        | 《校園檔案》                                             |            |                    |
|        | 《少年叛徒》                                             |            |                    |
|        | 《少年心事》                                             |            |                    |
|        | 《課堂外的天空》                                         |            |                    |
|        | 《老師有問題》                                           |            |                    |
|        | 《老師對不起》                                           |            |                    |
|        | 《我為何離校出走？》                                     |            |                    |
|        | 《地球也會倒著轉》                                       |            |                    |
|        | 《永遠站在你這邊》                                       |            |                    |
|        | 《你的心情我明白》                                       |            |                    |
|        | 《好想找人來愛我》                                       |            |                    |
|        | 《失去的河岸》                                           |            |                    |
|        | 《輕輕走過》                                             |            |                    |
|        | 《背叛自己》                                             |            |                    |
|        | 《校長說》                                               |            |                    |
|        | 《青澀的蘋果》                                           |            |                    |
|        | 《通通招出來》                                           |            |                    |
|        | 《不敢說出來》                                           |            |                    |
|        | 《誰殺了托斯基？》                                       |            |                    |
|        | 《細雨櫻花落》                                           |            |                    |
|        | 《性學妙聽聞》                                           |            |                    |
|        | 《海灣霧起時》                                           |            |                    |
|        | 《名人秀應站》                                           |            |                    |
|        | 《永遠的四人幫》                                         |            |                    |
|        | 《誰要相信政府？》                                       |            |                    |
| 1992年 | 《醜陋的台灣人》                                         | 晨星出版社 | ISBN 9789575835194 |
|        | 《分手何必太傷心》                                       |            |                    |
|        | 《沒結婚算你好運》                                       |            |                    |
| 1998年 | 《遇見100分情婦》                                        | 皇冠文化   | ISBN 9789573315223 |
|        | 《男人女人不可告人》                                     |            |                    |
|        | 《大男人與小女子》                                       |            |                    |
|        | 《怎樣做個愛情的常勝軍？》                               |            |                    |
|        | 《怎樣讓他/她永遠不變心？》                              |            |                    |
|        | 《苦苓晚點名1：有話大聲說》                              |            |                    |
|        | 《苦苓開心坊2：校園廣播台》                              |            |                    |
| 1993年 | 《苦苓極短篇》                                           | 皇冠文学   | ISBN 9789573308751 |
|        | 《苦苓狂想曲》                                           |            |                    |
| 1997年 | 《海灣霧起時》                                           |            |                    |
| 2011年 | 《苦苓與瓦幸的魔法森林》                                 | 時報文化   | ISBN 9789571353319 |
| 2011年 | 《苦苓的森林祕語》                                       | 時報文化   | ISBN 9789571354514 |
| 2013年 | 《我在離離離島的日子》                                   | 時報文化   | ISBN 9789571357508 |
| 2014年 | 《哦NO！不要跟我去旅行》                                 |            |                    |
| 2015年 | 《請勿對號入座》                                         | 時報文化   | ISBN 9789571363622 |
| 2015年 | 《哦YA！這樣旅行就對了》                                 | 皇冠文化   | ISBN 9789573331971 |
| 2016年 | 《短短的就夠了：苦苓極短篇精華版》                       | 時報文化   | ISBN 9789571365817 |
| 2016年 | 《熱愛大自然 草木禽獸性生活》                            | 時報文化   | ISBN 9789571368290 |
| 2017年 | 《真好，這樣活到現在：好事、壞事，都是對人生很有用的事》 |            |                    |
| 2017年 | 《人生啊，真的是沒想到》                                 |            |                    |
| 2017年 | 《對不起 嚇到你》                                        |            |                    |
| 2018年 | 《你今天廢話了嗎？》                                     |            |                    |
| 2020年 | 《苦苓開課，原來國文超好玩！》                           | 時報出版   | ISBN 9789571382517 |
| 2021年 | 《煩事問莊子：苦苓的莊子讀書筆記》                       | 時報出版   | ISBN 9789571385006 |
| 2022年 | 《最後書：苦苓的餘生日記》                               | 時報出版   | ISBN 9789571398068 |

專欄
- 《周刊王》【非常奇怪】
- 《周刊王》【有一種獨占，叫「愛情」】

## 資料來源
1. 1 2  《誰偏激？》，希代，ISBN 978-544-044-7
2. 1 2 3 4 5 6 7 8 9  【苦苓專訪番外篇】一生親緣總是淡薄　他仍暗盼兒子有天打電話來 （页面存档备份，存于）.鏡週刊 Mirror Media.2019-05-06
3. ↑  特勤組、陳幼英. . 臺灣蘋果日報. 2009-11-07  [2013-07-12]. （原始内容存档于2015-07-16）.
4. ↑  【苦苓專訪番外篇】一生親緣總是淡薄　他仍暗盼兒子有天打電話來 （页面存档备份，存于）.鏡週刊 Mirror Media.2019-05-06
5. ↑  苦苓 婚變神隱8年 躲女友懷裡好事近 （页面存档备份，存于）.臺灣蘋果日報.2010-10-29
6. 1 2  〈偷拍檔案011〉苦苓偷吃　自砸兩性作家招牌 （页面存档备份，存于）.台灣壹週刊.2018-06-09
7. ↑  蔣慧芬. . 東森新聞報. 2002-05-31.
8. ↑  婚變消息曝光　苦苓、蘇玉珍對簿公堂 （页面存档备份，存于）.TVBS新聞網.2004-03-03
9. ↑  肝炎變肝癌 苦苓「鬱卒」啦！ （页面存档备份，存于）.自由時報.2003-05-03
10. ↑  擔心裸照曝光　蘇玉珍一度想自殺 （页面存档备份，存于）.TVBS新聞網.2004-03-09
11. ↑  黃一平. . 臺灣蘋果日報. 2004-10-23  [2013-07-12]. （原始内容存档于2016-03-09）.
12. ↑  平均顏值超高！苦苓認證這國家「滿街都美女」 （页面存档备份，存于）.自由時報.2019-09-08
13. ↑  與前女友「4人行」？　苦苓笑答：我很會處理這種事  （页面存档备份，存于）.ETtoday新聞雲.2015-08-12
14. ↑  許晉榮. . 臺灣蘋果日報. 2010-10-29  [2013-07-12]. （原始内容存档于2015-10-16）.
15. ↑  王雨晴. . 中國時報. 2011-11-14. （原始内容存档于2012-01-18）.
16. ↑  鎮槐. . 中國時報. 2012-12-20: D5. （原始内容存档于2012-12-30）.
17. ↑  鎮槐. . 中國時報. 2013-12-15. （原始内容存档于2013-12-15）.
18. ↑  梁惠明. . 中國時報. 2015-03-15  [2015-03-15]. （原始内容存档于2019-12-07）.
19. ↑  吳玫穎、蔡曉婷. . 中時電子報. 2015-08-11  [2015-11-22]. （原始内容存档于2020-08-15）.
20. ↑  . ETtoday新聞雲. 2017-06-28  [2017-07-09]. （原始内容存档于2018-12-24）.
21. ↑  【苦苓專訪四】自嘲已經失去犯罪能力 兒子連結婚也沒告訴他 （页面存档备份，存于）.鏡週刊 Mirror Media.2019-05-06
22. ↑  . 東森新聞. 2019-05-17  [2019-05-18]. （原始内容存档于2019-08-26） （中文（臺灣））.
23. ↑  . TVBS新聞台. 2019-05-17  [2019-05-18]. （原始内容存档于2019-08-22） （中文（臺灣））.
24. ↑  . 新頭殼. 2019-05-17  [2019-05-18]. （原始内容存档于2019-08-22） （中文（臺灣））.
25. ↑  . 中時電子報. 2019-05-17  [2019-05-18]. （原始内容存档于2019-08-22） （中文（臺灣））.
26. ↑  . ETtoday新聞雲. 2019-05-17  [2019-05-18]. （原始内容存档于2019-05-27） （中文（臺灣））.
27. ↑  . 聯合新聞網. 2019-05-17  [2019-05-18]. （原始内容存档于2019-05-26） （中文（臺灣））.
28. ↑  要不要告苦苓？ 館長做出決定了！ （页面存档备份，存于）.自由時報.2019-05-22
29. ↑  .   [2021-12-26]. （原始内容存档于2021-12-26）.

## 外部連結
- 苦苓自遊網 （页面存档备份，存于）
- 苦苓好好玩部落格
- 時報出版--苦苓作者專區
- 苦苓的Facebook專頁
- 苦苓在香港影庫上的簡介
- 苦苓在互联网电影资料库（IMDb）上的資料（英文）